# The Rugby Championship 2024
Il Rugby Championship 2024 (in inglese 2024 Rugby Championship) fu la 12ª edizione del torneo annuale di rugby a 15 tra le squadre nazionali di Argentina, Australia, Nuova Zelanda e Sudafrica nonché la 29ª assoluta del torneo annuale internazionale di rugby a 15 dell'Emisfero Sud.
Si disputò dal 10 agosto al 28 settembre 2024.
A seguito di accordi commerciali di sponsorizzazione, fu noto in Nuova Zelanda come 2024 Lipovitan-D Rugby Championship, in Australia come 2024 Flight Centre Rugby Championship e, in Sudafrica come 2024 Castle Lager Rugby Championship.
Il torneo fu vinto dal Sudafrica con cinque successi in sei incontri; per gli Springboks fu la quinta vittoria della competizione che permise loro di superare l'Australia nell'albo d'oro.
Il valore delle marcature, come stabilito da World Rugby nel 2017, è: 5 punti per ciascuna meta (7 se trasformata), 7 punti per la meta tecnica, 3 punti per la realizzazione di ciascun calcio piazzato, idem per il drop.

## Nazionali partecipanti e sedi
| Squadra       | Città                                 | Impianto interno                                                                                   |
| ------------- | ------------------------------------- | -------------------------------------------------------------------------------------------------- |
| Argentina     | La Plata Santa Fe Santiago del Estero | Stadio Jorge Luis Hirschi Stadio Brigadier General Estanislao López Stadio Unico Madre de Ciudades |
| Australia     | Brisbane Perth Sydney                 | Lang Park Perth Stadium Stadium Australia                                                          |
| Nuova Zelanda | Auckland Wellington                   | Eden Park Wellington Regional Stadium                                                              |
| Sudafrica     | Città del Capo Johannesburg Mbombela  | Cape Town Stadium Ellis Park Mbombela Stadium                                                      |

## Risultati

### 1ª giornata
| Arbitro: | Luke Pearce |

|             |    |                                                   |
| Paisami 76’ | mt | 10’ Kolisi 24’ du Toit 35’, 64’ Arendse 62’ Smith |
| Lynagh 76’  | tr | 11’, 25’, 36’, 63’ Feinberg-Mngomezulu            |

| Arbitro: | Angus Gardner |

|                                        |      |                                                 |
| Darry 15’ Lienert-Brown 35’ Tele'a 52’ | mt   | 23’ Cinti 37’ M. Carreras 43’ Molina 69’ Creevy |
| McKenzie 16’, 36’, 53’                 | tr   | 39’, 44’, 69’ S. Carreras                       |
| McKenzie 12’, 27’, 47’                 | c.p. | 31’, 50’, 56’, 79’ S. Carreras                  |

### 2ª giornata
| Arbitro: | Andrea Piardi |

|                                                                 |      |                 |
| McKenzie 6’ Savea 17’ Clarke 23’ Jordan 30’, 42’ B. Barrett 36’ | mt   | 71’ Mallía      |
| McKenzie 7’, 18’, 25’, 31’, 37’, 43’                            | tr   | 72’ Albornoz    |
|                                                                 | c.p. | 12’ S. Carreras |

| Arbitro: | Paul Williams |

|                           |      |                                        |
|                           | mt   | 17’ Fassi 43’ Van Staden 63’, 73’ Marx |
|                           | tr   | 44’ Feinberg-Mngomezulu 74’ Pollard    |
| Lolesio 3’, 21’, 36’, 47’ | c.p. | 16’, 26’ Feinberg-Mngomezulu           |

### 3ª giornata
| Arbitro: | Andrew Brace |

|                                        |      |                                          |
| Mbonambi 16’ Smith 68’ Williams 75’    | mt   | 7’ Taylor 32’, 52’ Clarke 41’ J. Barrett |
| Mngomezulu 69’, 75’                    | tr   | 8’, 42’ McKenzie                         |
| Feinberg-Mngomezulu 30’, 36’, 46’, 50’ | c.p. | 48’ McKenzie                             |

| Arbitro: | James Doleman |

|                                        |      |                           |
| González 15’                           | mt   | 27’ Gordon 50’ Valetini   |
| S. Carreras 16’                        | tr   | 28’, 51’ Lolesio          |
| S. Carreras 11’, 34’, 45’ Albornoz 70’ | c.p. | 59’ Lolesio 80’ Donaldson |

### 4ª giornata
| Arbitro: | Matthew Carley |

|                                     |      |                             |
| Kolisi 49’ Marx 74’                 | mt   |                             |
| Pollard 50’                         | tr   |                             |
| Pollard 32’ Feinberg-Mngomezulu 54’ | c.p. | 15’, 29’, 41’, 59’ McKenzie |

| Arbitro: | Pierre Brousset |

|                                                                                                 |      |                                        |
| M. Carreras 31’ Montoya 37’ González 48’ Matera 57’ Oviedo 64’, 77’ Mallía 72’, 75’ Cinti 80+1’ | mt   | 14’ Tizzano 29’ Kellaway 69’ McDermott |
| Albornoz 31’, 38’, 49’, 58’, 65’, 76’ Carreras 78’, 80+2’                                       | tr   | 15’, 30’ Donaldson 70’ Lynagh          |
| Albornoz 3’, 63’                                                                                | c.p. | 6’, 22’ Donaldson                      |

### 5ª giornata
| Arbitro: | Karl Dickson |

|                                                  |      |                                         |
| McReight 18’ Faessler 36’ Paisami 65’ Wright 79’ | mt   | 2’ Jordan 9’ Ioane 15’ Clarke 25’ Savea |
| Lolesio 19’, 36’, 66’, 80’                       | tr   | 3’, 9’, 16’, 26’ McKenzie               |
|                                                  | c.p. | 41’ McKenzie                            |

| Arbitro: | Christophe Ridley |

|                                                    |      |                               |
| M. Carreras 14’ Matera 21’ Sclavi 26’ Albornoz 34’ | mt   | 3’ Fassi 7’ Kriel 38’ Reinach |
| Albornoz 15’, 22’, 35’                             | tr   | 4’, 8’ Pollard                |
| Albornoz 68’                                       | c.p. | 12’, 43’, 50’ Pollard         |

### 6ª giornata
| Arbitro: | Nika Amashukeli |

|                                                   |      |                  |
| Reece 16’ Jordan 22’ Clarke 41’, 65’ Williams 55’ | mt   | 8’ McReight      |
| B. Barrett 23’, 42’, 56’, 66’                     | tr   | 9’ Lolesio       |
|                                                   | c.p. | 19’, 37’ Lolesio |

| Arbitro: | Ben O'Keeffe |

|                                                             |      |              |
| Fassi 8’, 33’ Du Toit 14’, 73’ Kolbe 38’ Marx 69’ Kriel 77’ | mt   | 19’ Albornoz |
| Hendrikse 9’, 15’ Pollard 70’, 74’, 78’                     | tr   | 20’ Albornoz |
| Hendrikse 22’                                               | c.p. |              |

## Classifica
| Pos | Squadra       | G | V | N | P | PF  | PS  | DP   | BMP | Pt |
| --- | ------------- | - | - | - | - | --- | --- | ---- | --- | -- |
| 1   | Sudafrica     | 6 | 5 | 0 | 1 | 188 | 94  | +94  | 4   | 24 |
| 2   | Nuova Zelanda | 6 | 3 | 0 | 3 | 175 | 138 | +37  | 4   | 16 |
| 3   | Argentina     | 6 | 3 | 0 | 3 | 170 | 195 | −25  | 2   | 14 |
| 4   | Australia     | 6 | 1 | 0 | 5 | 107 | 213 | −106 | 1   | 5  |